# Game (Flow)
Game è l'il secondo album discografico del gruppo musicale giapponese j-pop Flow, pubblicato il 26 maggio 2004 dalla Ki/oon Records. Il disco ha raggiunto la quarta posizione degli album più venduti in Giappone.

## Tracce
1. GO!!!
2. Blaster (ブラスター)
3. Ryuusei (流星)
4. Without you
5. Taiyou (太陽)
6. Surprise
7. Nostalgia (ノスタルジア)
8. Sharirara (シャリララ)
9. Shuu Chuu Chiryou Shitsu -I.C.U.- (集中治療室)
10. MC=E
11. Sono Saki ni wa... (その先には...)
12. Dream Express (ドリームエクスプレス)
13. Hands